# Cause and Effect (álbum de Keane)
Cause and Effect é o quinto álbum de estúdio da banda britânica de rock Keane, lançado no dia 20 de setembro de 2019, pelo selo Island Records. É o primeiro álbum completo depois de um hiato de 5 anos, do início de  2014 à parte final de 2018.

## Background
No final de 2013, a banda entrou em um hiato, onde Tom Chaplin mergulhou em sua carreira solo e entrou em um novo tratamento contra o vicio em drogas, além de um tratamento contra depressão e ansiedade.
Durante este tempo, Tim Rice-Oxley trabalhou com outros artistas como Lily Allen, continuou escrevendo musicas e produziu o segundo álbum do Mt. Desolation, seu projeto com o baixista Jesse Quin.
Durante o natal de 2017, Tim e Tom se reencontraram.
'“Ele veio à minha casa com as filhas e almoçamos. Acabamos sentados perto do fogo e conversando muito, passamos por tudo, inclusive onde estávamos musicalmente. Ele disse que havia escrito todas essas músicas e não se sentia tão confiante com elas. Eu acho que ele estava frustrado e ele não tinha uma saída para elas sem o Keane. Eu apenas disse 'Envie-os para mim'." - Tom Chaplin para a HMV.
Segundo Chaplin, essa foi a faísca para o retorno do Keane.
“Elas(as musicas) eram muito, muito tristes. Falavam principalmente sobre o rompimento de seu casamento e as consequências disso. Eu senti uma verdadeira compulsão em ir e cantá-las. Essa foi a semente do retorno de Keane." 

## Produção
Cause and Effect conta com 16 faixas, sendo 11 na versão normal, com adicional de 5 faixas na versão deluxe. 
3 das 5 faixas deluxe são versões acusticas, gravadas na Sea Fog Studios.
Produzido pelo David Kosten, já trabalhou com Tom Chaplin nos seus álbuns como solista, além de produzir outros artistas como MARINA e Everything Everything.
O disco foi gravado em Londres, no estúdio do David Kosten, nos estúdios Assault & Battery e The Boiler Room.
Em Oxford, no estúdio Angelic.
Em Sussex, no estúdio Sea Fog.
Mixado no Estúdio Decoy, em Suffolk.
Masterizado na Abbey Road Studios.

## Lista de faixas
Todas as faixas escritas e compostas por Keane. 
| N.º            | Título                 | Duração |  |
| 1.             | "You're Not Home"      | 5:31    |  |
| 2.             | "Love Too Much"        | 3:09    |  |
| 3.             | "The Way I Feel"       | 4:05    |  |
| 4.             | "Put the Radio On"     | 4:11    |  |
| 5.             | "Strange Room"         | 4:23    |  |
| 6.             | "Stupid Things"        | 3:49    |  |
| 7.             | "Phases"               | 3:36    |  |
| 8.             | "I'm Not Leaving"      | 4:14    |  |
| 9.             | "Thread"               | 4:52    |  |
| 10.            | "Chase the Night Away" | 4:03    |  |
| 11.            | "I Need Your Love"     | 4:11    |  |
| Duração total: | Duração total:         | 46:04   |  |

| Deluxe edition (faixas adicionais) |                                              |         |  |
| N.º                                | Título                                       | Duração |  |
| 12.                                | "New Golden Age"                             | 3:44    |  |
| 13.                                | "Difficult Year"                             | 3:28    |  |
| 14.                                | "The Way I Feel" (Sea Fog acoustic session)  | 3:35    |  |
| 15.                                | "Stupid Things" (Sea Fog acoustic session)   | 4:02    |  |
| 16.                                | "I'm Not Leaving" (Sea Fog acoustic session) | 4:09    |  |

## Ficha técnica
Keane